# Notosucs
Els notosucs (Notosuchia) són un subordre d'arcosaures crocodiliformes mesoeucrocodilians que aparegueren a mitjan període Cretaci, en l'Aptià, fa 112 milions d'anys, per desaparèixer fa 65 milions d'anys en el Maastrichtià, a la fi del Cretaci. Es coneixen d'Àsia, Àfrica, Madagascar i Sud-amèrica. És un clade de cocodrils terrestres que van evolucionar cobrint un ampli rang de nínxols ecològics, incloent herbívors (Chimaerasuchus), carnívors (Baurusuchus) i omnívors (Simosuchus). Es defineixen com el clade més inclusiu que conté a Notosuchus terrestris (Woodward, 1896) però no a Crocodylus niloticus (Laurenti,1768).

## Filogènia
Els notosucs inclouen les següents famílies:
- †Notosuchidae
- †Chimaerasuchidae
- †Comahuesuchidae
- †Candidodontidae
- †Sphagesauridae
- †Sebecosuchia